# Аккреционная призма

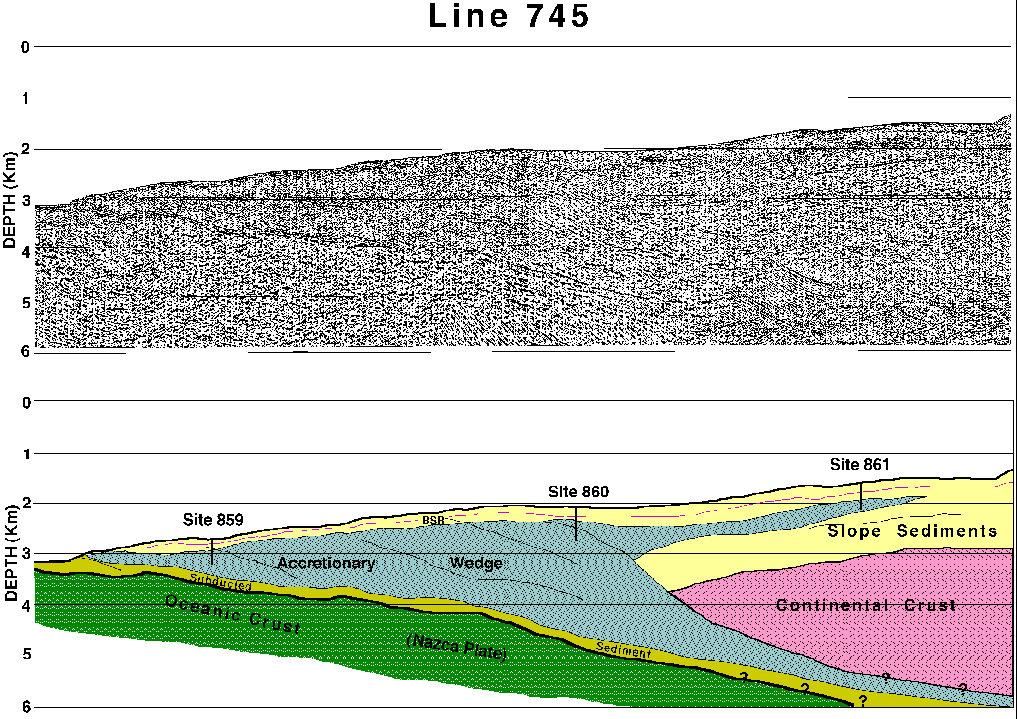
Сейсмический и геологический профиль аккреционной призмы у побережья южной части Чили

Аккрецио́нная при́зма или аккреционный клин (от лат. accretio — приращение, увеличение) — геологическое тело, формирующееся в ходе погружения океанической коры в мантию (субдукции) во фронтальной части вышележащей тектонической плиты. Возникает в результате наслоения осадочных горных пород обеих плит и выделяется сильной деформацией нагромождаемого материала, разрушаемого бесконечными надвигами. Аккреционная призма располагается между глубоководным жёлобом и преддуговым бассейном.

## Возникновение

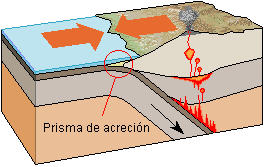
Формирование аккреционной призмы

В процессе субдукции вдоль границы между плитами более толстая плита деформируется. В результате образуется глубокая трещина — океанический жёлоб. Из-за столкновения двух плит в районе жёлоба действуют огромные силы давления и трения.  Они приводят к тому, что осадочные горные породы на дне моря, а также часть слоёв океанической коры срывается с погружающейся плиты и накапливаются под краем верхней плиты, образуя призму. Часто осадочные породы отделяются от её фронтальной части и, переносимые лавинами и течениями, оседают в океаническом жёлобе. Эти породы, осевшие в жёлобе, называются флиш.

## Движение плит
Обычно аккреционные призмы расположены на границах сближающихся тектонических плит, таких как островные дуги и границы плит кордильерского или андского типа. Они часто встречаются вместе с другими геологическими телами, которые возникают в ходе субдукции. Общая система включает следующие элементы (от жёлоба к континенту): внешнее вздутие жилы — аккреционная призма — глубоководный жёлоб — островная дуга или континентальная дуга — задуговое пространство (задуговой бассейн).

### Аккреционные призмы у островных дуг

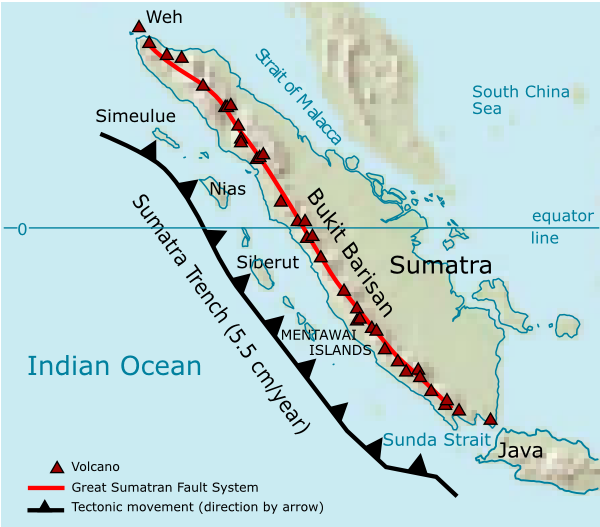
Суматра: Система островных дуг. Аккреционная призма образует цепочку островов на западе.

Островные дуги возникают в результате движения тектонических плит. Они образуются там, где две океанические плиты двигаются навстречу друг другу и где в итоге происходит субдукция. При этом одна из плит — в большинстве случаев более старая, потому что более старые плиты как правило охлаждены сильнее, из-за чего имеют большую плотность — «заталкивается» под другую и погружается в мантию.
Аккреционная призма образует своеобразный внешний предел островной дуги, который никак не связан с её вулканизмом. В зависимости от скорости прироста и глубины, аккреционная призма может подняться выше уровня моря.